# Porte de Choisy (metropolitana di Parigi)
Porte de Choisy è una stazione sulla linea 7 (sulla diramazione Mairie d'Ivry) della metropolitana di Parigi ed è ubicata nel XIII arrondissement di Parigi.

## La stazione

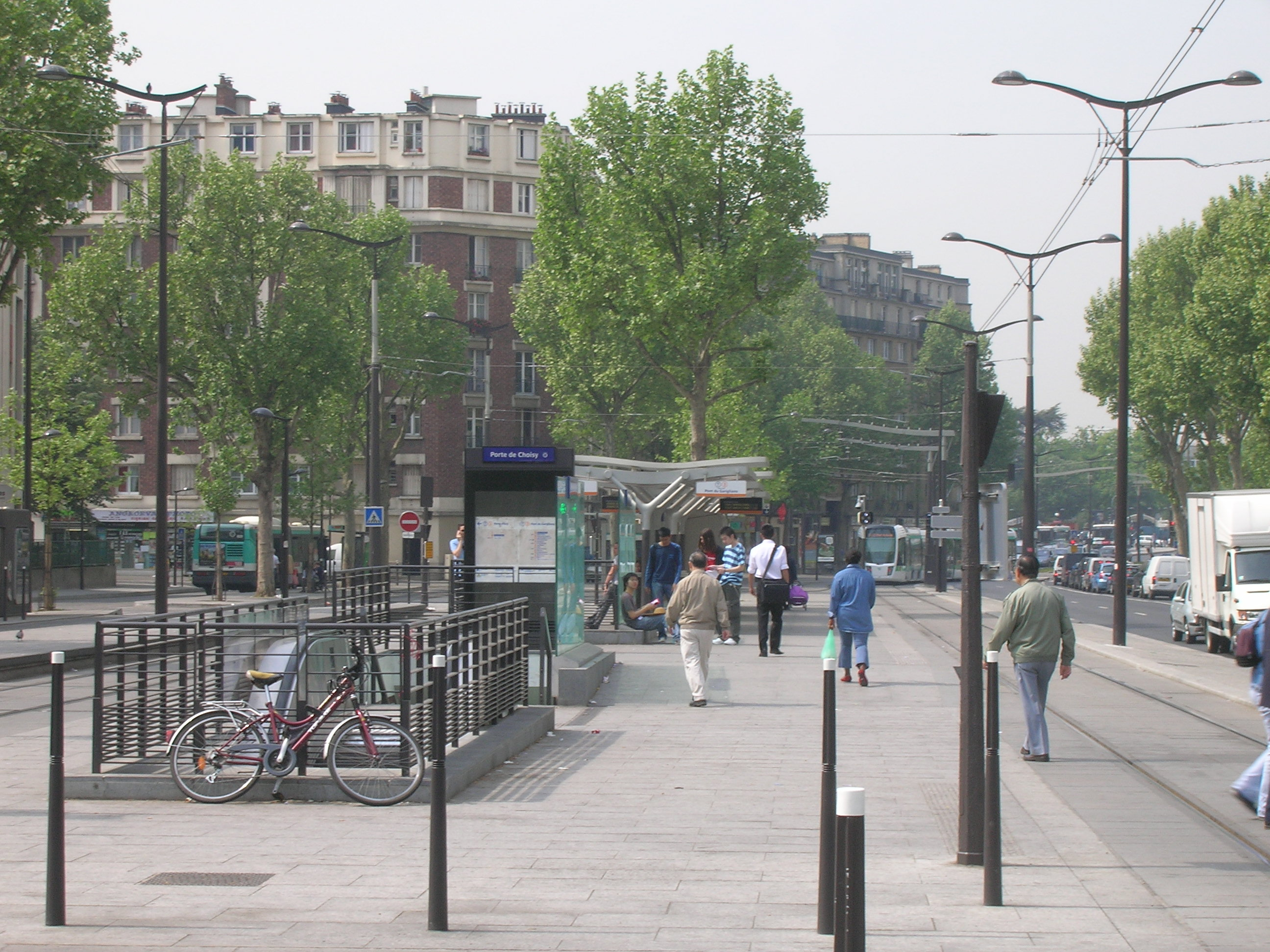
Ingresso alla stazione della metropolitana e stazione del tram

### Ubicazione
Essa è situata sotto il boulevard Masséna a est del quadrivio della Porte de Choisy.

### Accessi
- Avenue de la Porte de Choisy: 2 scale oltre che una scala mobile verso la direzione Mairie d'Ivry sul marciapiede del Tram.
- Boulevard Masséna: scala al 124, boulevard Masséna

## Interconnessioni
- Bus RATP - 183 (in prossimità della stazione del Tram)
- Noctilien - N31

## Nelle vicinanze
- La Porte de Choisy è un ingresso al quartiere cinese di Parigi sito nel XIII arrondissement.